# Viktor Thorn
Viktor Thorn (11 maggio 1996) è un fondista svedese.

## Biografia
Attivo in gare FIS dal novembre del 2012, Thorn ha esordito in Coppa del Mondo nel Tour de Ski 2017 (34º), ai Giochi olimpici invernali a Pyeongchang 2018, piazzandosi 40º nella 50 km e 27º nella sprint, e ai Campionati mondiali a Seefeld in Tirol 2019, dove è stato 12º nella 15 km, 20º nella sprint e 5º nella staffetta.

## Palmarès

### Coppa del Mondo
- Miglior piazzamento in classifica generale: 19º nel 2019